# 三ツ村繁蔵
三ツ村 繁蔵（みつむら しげぞう、本名：三ツ村 繁、1909年（明治42年）10月8日 - 2006年（平成18年）6月16日）は、日本の詩人。

## 来歴
東京市芝区三田四国町（現東京都港区三田）出身。慶應義塾大学を中退する。
1939年（昭和14年）から1943年（昭和18年）まで『歴程』の編集・発行者として活動した。この間に『歴程詩集』、高村光太郎の『歴程』改訂版（1940年（昭和15年）11月刊、第一回芸術院賞）などを編集した。この間、高村光太郎の命を受けて、高村や『歴程』主催者の草野心平が高く評価していた八木重吉の詩集刊行に助力した。
1973年（昭和48年）10月15日、“魔法の会”編集人・発行人となり、同人誌を発足した（詩人と作曲家の集まりである）。
実業では、ニッポン放送創立準備委員編成局次長取締役となり、その後子会社の（株）深夜放送（のちのフジサンケイエージェンシー）専務を務めた。
また、以下の文化関係の役職に就いていた。
- 彫刻の森美術館専務理事
- 上野の森美術館常任顧問
- （財）彫刻の森美術館・美ヶ原高原美術館各特別顧問
- （財）日本交通文化協会文化顧問
- （財）池田20世紀美術館評議員
- （社）日本ペンクラブ名誉会員
- 日本現代詩人会・（財）日本近代文学館各会員

## 著作
- 「エミリオ・グレコ素描と日本の詩人達」
- 「土門拳現代彫刻写真と日本の詩人達」編集

など

## 受賞
- 第1回芸術院賞（高村光太郎詩集「道程改訂版」編纂による）
- 現代詩人会（先達詩人の顕彰）